# 凱爾特海
凱爾特海（英語：Celtic Sea）是大西洋的一個海域，位於愛爾蘭的南方。凱爾特海的東面連接著聖喬治海峽、布里斯托湾及英吉利海峽。另外，連接著的陸地有愛爾蘭東南岸、威爾斯西南岸、英格蘭康瓦耳半島以及法國的布列塔尼半島，全是傳統上凱爾特人的聚居地，凱爾特海因而得名。本來這個海域的北部被視作聖喬治海峽的一部份，而南部並無名稱，直至1921年由歐內斯特·威廉·里昂·霍爾特提出「凱爾特海」這個名字並被廣泛使用。
海域南部與西部的界線並不清晰，霍爾特提出以200噚（366米）等深線及韦桑岛為界。國際水文組織（IHO）以鉛垂線測深後把凱爾特海的定義範圍再向南擴展。

## 注入凱爾特海的河流
爱尔兰
- 巴勞河（River Barrow）
- 諾爾河（River Nore）
- 黑水河（River Blackwater）
- 利河（River Lee）
- 班頓河（River Bandon）

## 參看
- 凱爾特
- 愛爾蘭
- 威爾斯
- 布列塔尼

## 外部連結
- CIA Factbook內的歐洲地圖，標示了凱爾特海的位置
- cs-locale.png凱爾特海地圖：設菲爾德地球觀測科學中心（Sheffield Centre for Earth Observation Science）
- 凱爾特海的鈣板：在MISR衛星影像中可見浮游植物在凱爾特海大量繁殖（攝於2001年6月）